# Образ Ісуса Милосердного

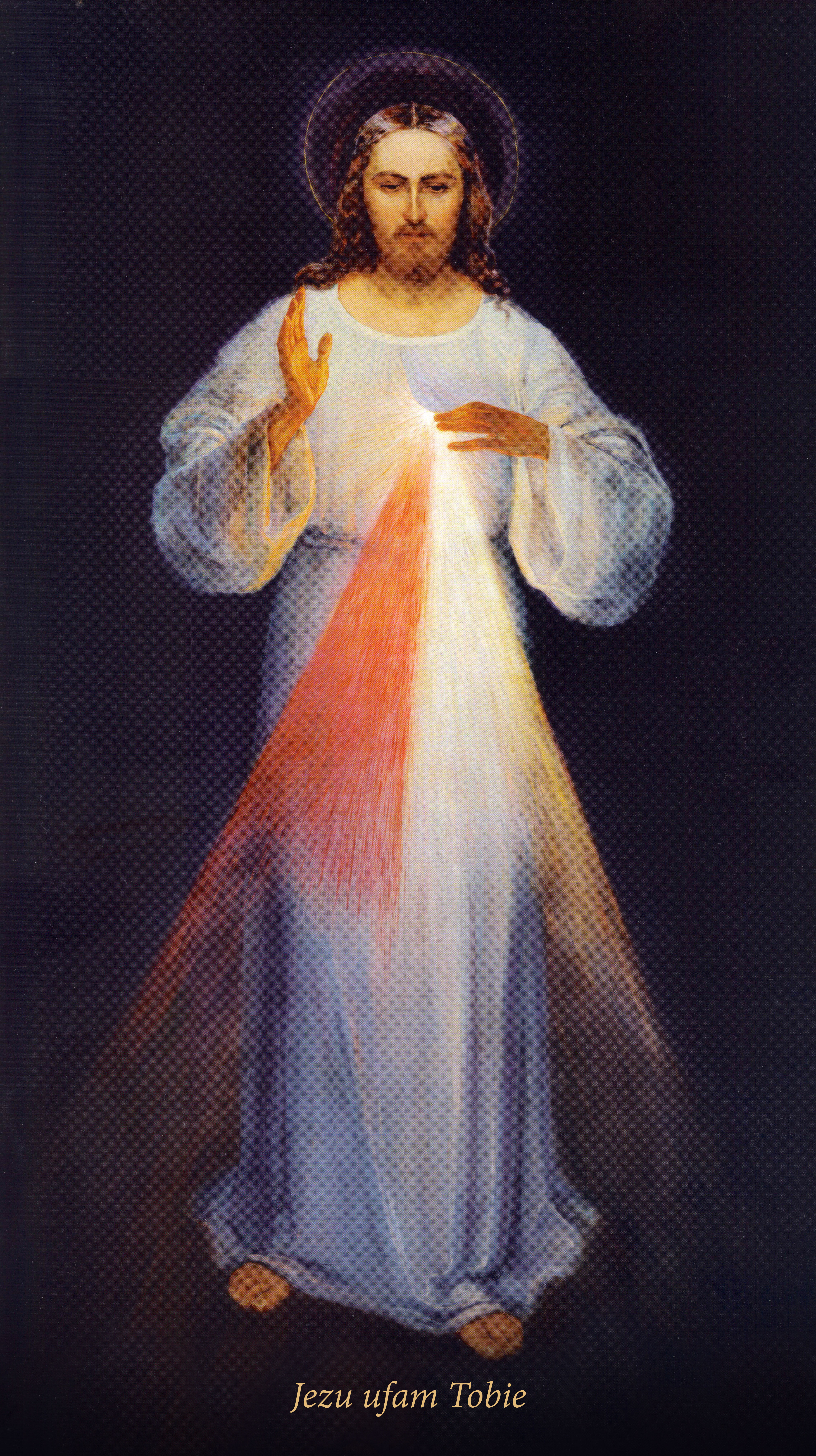
Ісусе, довіряю Тобі, образ роботи Є.Казіміровського, 1934 р.

Образ Ісуса Милосердного (Ікона Божого Милосердя, Ісусе, довіряю тобі, пол. Jezu ufam Tobie, англ. Image of the Divine Mercy) — зображення Ісуса Христа, створене за богонатхненними  вказівками святої католицької церкви Фаустини Ковальської. Одна з форм набоженства до Божого Милосердя.

## Символіка та значення
Згідно з Щоденником св. Фаустини Ковальської, 22 лютого 1931 року у своєму видінні вона побачила Ісуса Христа у білих шатах, з піднесенною для благословіння рукою та з двома променями, які виходили з Його серця. Через хвилину Він наказав сестрі намалювати цей образ достеменно так, як вона його бачила та з підписом «Ісусе, довіряю Тобі». Почитання Образу мало відбутися у першу неділю після Великодня.
|  | Обіцяю, що душа, яка віддаватиме шану цьому образу, не загине. Обіцяю також вже тут, на землі, перемогу над ворогами, а особливо в годину смерті. (…) Я прагну, щоб було свято Милосердя. Хочу, щоб цей образ, який вималюєш пензлем, був урочисто посвячений у першу неділю після Великодня, ця неділя має бути Святом Милосердя. |

Спочатку св.с. Фаустина не знала, що означають два промені, які линули з серця Ісуса, але через деякий час отримала роз'яснення.
Промені на цьому образі означають кров і воду. Блідий промінь означає воду, як джерело виправдання та очищення для грішників; червоний промінь означає кров, що є життям душ. Промені з'явилися в той момент, коли вояки пробили Серце розп'ятого на хресті Ісуса, вони захищають душі від гніву Бога Отця. Також під час об'явлень Ісус наголошував на необхідності довіри до Милосердя Божого, без якої поклоніння втрачає сенс. Саме тому на Образі є напис «Ісусе, довіряю Тобі», бо людина, яка з довірою і розкаянням приходить до Ісуса, зазнає Милосердя, що проявляється у прощенні навіть найтяжчого гріха та спасінні людської душі. Душі, які визнають святість та справедливість Бога, мають також повірити у Його доброту та милосердя.

## Історія створення

### Перший Образ
Сестра Фаустина, яка не вміла малювати, звернулася до свого духовного керівника, ксьондза Міхала Сопочка, з проханням про допомогу. На початку 1934 року, Сопочко знайшов у Вільно художника, який зміг би створити цей образ і сплатив йому за роботу. Цим художником виявився проф.Євгеніуш Марцін Казіміровський.Помешкання і майстерня Казіміровського знаходилися в тому ж  будинку, де мешкав о.Сопочко. Сестра Фаустина, яка весь час роботи над образом перебувала у Вільно, приходила до майстерні художника, аби переказувати подробиці стосовно вигляду образу. Робота тривала близько півроку, твір було закінчено у червні чи травні 1934 року.
Перший раз образ Милосердного Ісуса було виставлено для огляду на три дні з 26 до 28 квітня 1935 року, у Острій Брамі у Вільно. 28 квітня 1935 року було першою неділею після Пасхи, тобто днем, який через видіння с. Фаустини, мав стати у подальшому святом Божого Милосердя. Тоді ж о. Міхал виголосив проповідь про Боже Милосердя.
4 квітня 1937 р., за згодою митрополита Віленського архієпископа Ромуальда Ялбжиковського, образ Наймилосерднішого Спасителя було розміщено у храмі св. арх. Михаїла у Вільно обік головного вівтаря.
У 1948 році храм св.Михаїла був закритий окупаційною радянською владою. Образ Ісуса Милосердного встигли викупити парафіянки храму, після чого сховали його на горищі. Якийсь час ікона знаходилася на складі храму Святого Духа. У 1956 році, після повернення з кількарічного ув'язнення в радянському таборі, священник о. Юзеф Грасевич, приятель о. М. Сопочка, вирішив відшукати образ.Отець Грасевич дістав дозвіл душпастирювати в Новій Руді, селі у Білорусії. Саме сюди він вивіз ікону Ісуса Милосердного, яка залишалась у місцевій церкві  наступні 30 років. 
1970 року радянська влада вирішила зробити з храму у Новій Руді склад. Все, що вивозили з ліквідованого храму, потрапило до іншої парафії, але високо вміщений образ залишився на своєму місці. Отець Сопочко, який знаходився у Польщі, нічого зробити не міг, о. Грасевичу довелося покинути парафію, а жоден священник у Білорусі не зважився прийняти образ до себе. На долю ікони вплинула й заборона культу Божого Милосердя, впроваджена Ватиканом у 1959 році. На багато років Образ Ісуса Милосердного залишився у спустошеному храмі і дивом не був знищений. 
У листопаді 1986 року, вночі, таємно, з допомогою посвячених у справу черниць спільноти Матері Божої Милосердя (Остробрамської), образ було знято з підрамника, скручено і тієї самої ночі перевезено у Гродно, а потім до храму Святого Духа у Вільнюс. Там було проведено не дуже вдалу реставрацію ікони. 
Тільки у квітні 2003–2004 р.р. було проведено ґрунтовну реставрацію та консервацію образу. З нього усунуто всі домальовування і плями, що виникли внаслідок вологості, і які раніше вже хтось пробував усунути хімічними засобами.Консервацію образу здійснила п.Едита Ганковська-Червінська із Влоцлавка, консерватор творів мистецтва, випускниця факультету образотворчого мистецтва Університету Міколая Коперніка в Торуні, Польща. 
2004 року центральним осередком Згромадження Сестер Ісуса Милосердного у Вільнюсі митрополит Вільнюський призначив дім, у якому колись був намальований перший образ Божого Милосердя. 
З вересня 2005 року первісний образ Ісуса Милосердного вшановується у Санктуарії Божого Милосердя у Вільнюсі.  
Проведені вченими заміри довели, що основні риси обличчя та пропорції тіла на іконі збігаються з відбитком Ісуса на Туринській плащаниці.

### Образ пензля А.Хили

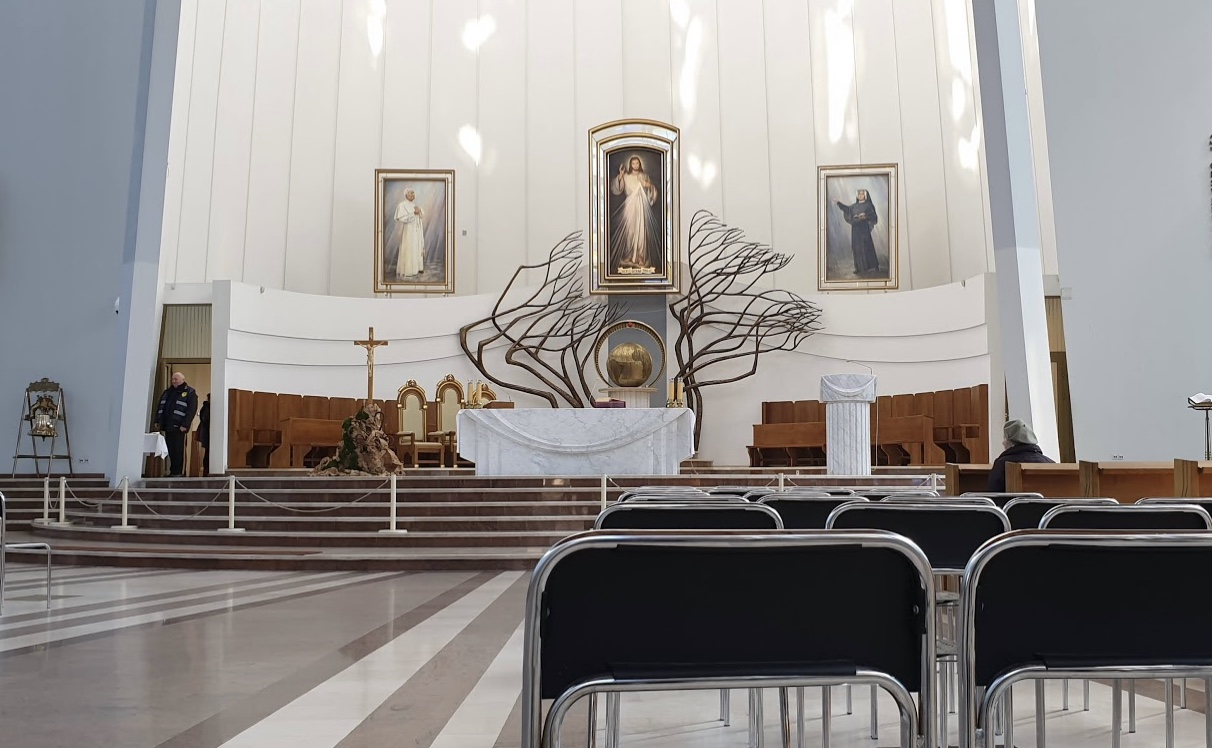
Санктуарій Божого милосердя у Кракові-Лагєвниках з Образом Ісуса Милосердного роботи А.Хили

1943 року — через  десять років від створення першого образу Ісуса Милосердного у Вільно та п'ять років від смерті сестри Фаустини у Кракові – до Згромадження Сестер Матері Божої Милосердя звернувся художник Адольф Хила. Він прагнув намалювати якийсь образ, аби подарувати його для монастирської каплиці як подяку за врятування родини під час війни. Сестри запропонували йому намалювати образ Ісуса Милосердного. Як зразок представили художникові репродукцію першого образу, намальованого Євгеном Казиміровським за участю сестри Фаустини. Але художник намалював образ за власним задумом. Оскільки цей твір за розміром не пасував до вівтаря в каплиці сестер, Мати Ірена Кжижановська замовила другий образ. Ця ікона була посвячена і розміщена в монастирській каплиці Згромадження Сестер Матері Божої Милосердя у Кракові у 1944 році. Навіть під час заборони поширення культу Божого Милосердя, з дозволу краківського  архієпископа Є. Базяка, цей образ Ісуса Милосердного вшановувався вірними.

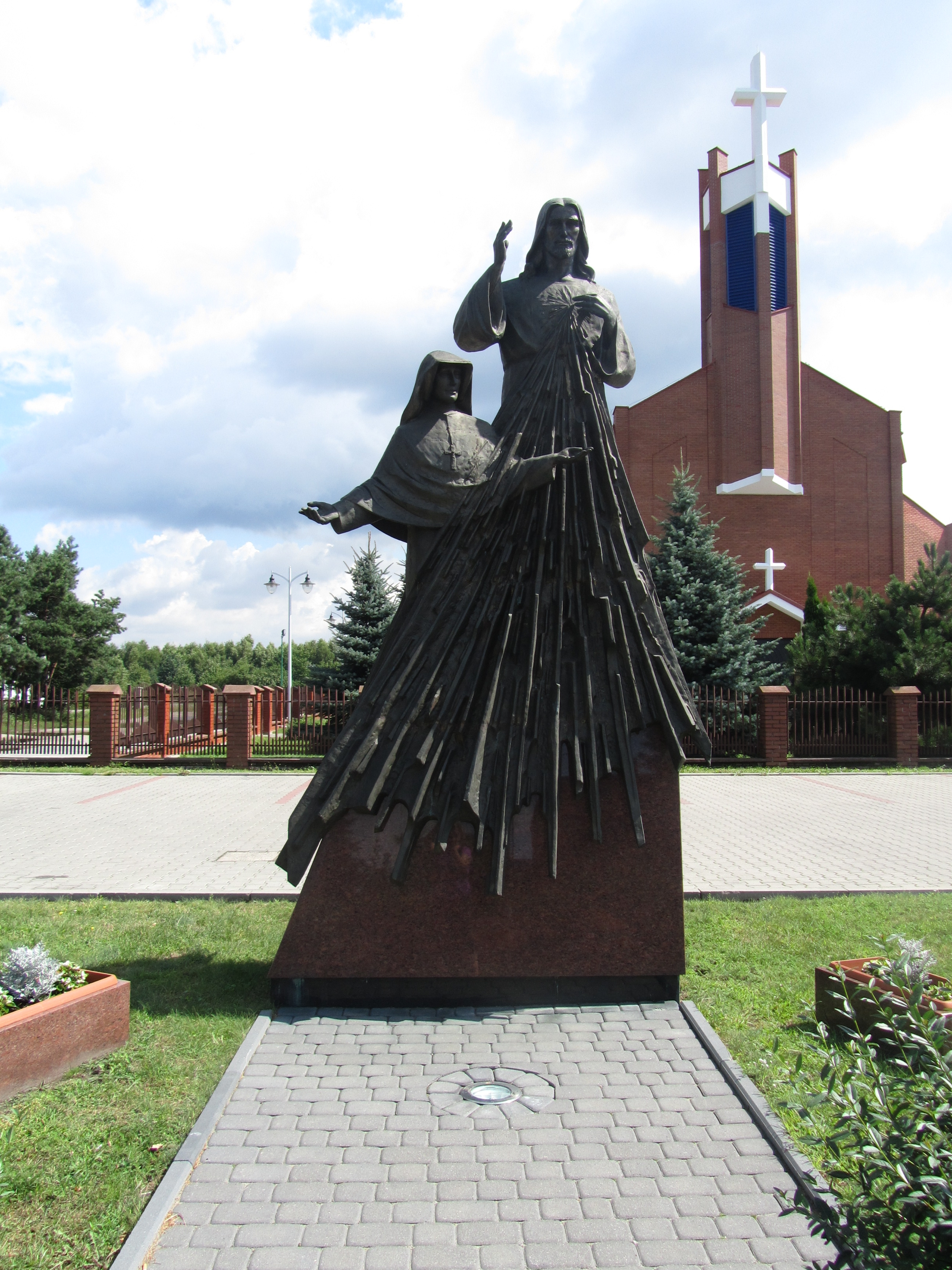
Пам'ятник Св.Фаустина з Ісусом, Piotrków Trybunalski, Польща

Цей образ є найбільш відомим, він також називається «Краківський образ Божественної Милості», оскільки він зберігається у святилищі в Кракові-Лагєвниках.  

### Інші зображення
Так званий "третій образ" було намальовано С.Батовським-Качором.
Ще один Образ, який називають четвертим Образом Ісуса Милосердного, був намальований Здиславом Ейхлером, на очах якого у зруйнованому бомбою будинку загинула вся родина. Незважаючи на брак матеріалів і важкі часи війни, у 1942-43 р.р. проф. Ейхлер створив незвичний образ Ісуса на тлі зруйнованих будинків та згарищ. Нині цей образ знаходиться у костелі капуцинів на вул.Медовій у Варшаві.

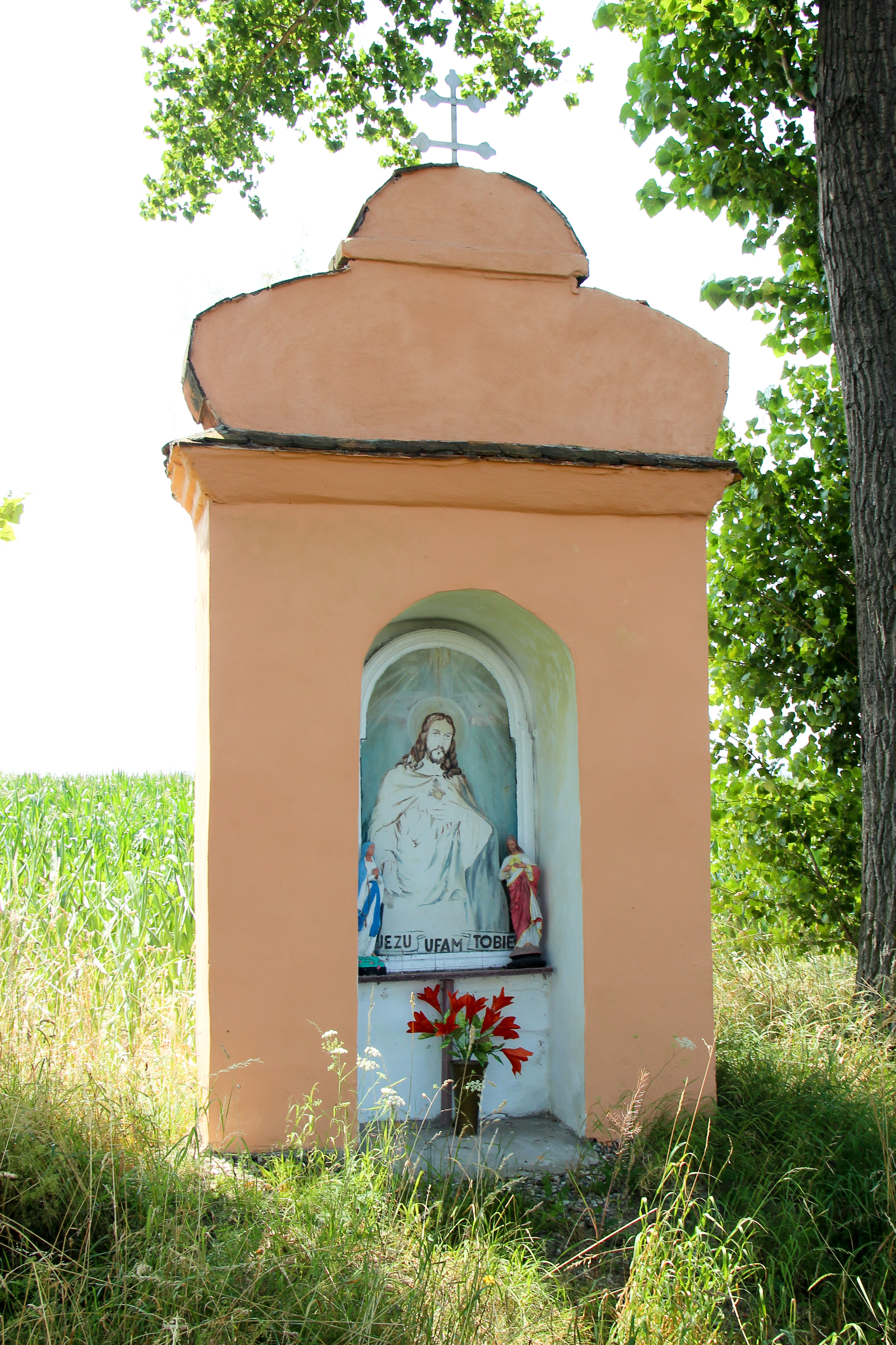
Капличка придорожня з Образом Ісуса Милосердного Ujeździec, Польща

Фотографію картини у Вільнюсі привезли до Сполучених Штатів Америки у 1941 р. Вже в 1944 році образ Божественної милості в Стокбріджі, штат Массачусетс, став досить популярним. З того часу величезна кількість репродукцій  поширила зображення різних типів у всіх куточках католицького світу. Всі вони зберігають основні риси прототипу, представляючи бачення дещо інакше, як це бачимо на картині американського художника Роберта Скемпа (1910-84). 
Також є поширеними скульптурні зображення Ісуса Милосердного в Санктуаріях у Польщі та на Філіппінах, придорожні хрести та каплички з написом «Ісусе, довіряю Тобі». 